# Amanda Michalka
Amanda Joy Michalka (nascida em 10 de abril de 1991 em Torrance, Califórnia) é uma atriz, cantora e compositora americana. Era modelo antes de se tornar atriz. É mais conhecida pela dupla Aly & AJ que faz com sua irmã mais velha Alyson Michalka. Já namorou o integrante do trio Jonas Brothers, Joe Jonas. Atualmente namora o ator Keenan Tracey.

## Biografia
Nasceu em 10 de abril de 1991 em Torrance, Califórnia. Ela, sua irmã mais velha e seus pais se mudaram para Seattle, Washington, onde seus pais tiveram certeza de que elas ficariam expostas a variedades de musicais. Depois voltaram para o Sul da Califórnia, onde continuam vivendo.

## Carreira
AJ toca muitos instrumentos, entre eles a guitarra elétrica, o piano e bongôs. Em março de 2006 ela estreou no Disney Channel com o filme Cow Belles, como "Courtney Callum", junto a sua irmã Aly, como "Taylor Callum".
AJ também apareceu muitas vezes em programas na televisão, como em Oliver Beene, Six Feet Under, The Guardian e General Hospital. Ela apareceu também, junto à irmã, no filme da MTV, Super Sweet 16: The Movie.
Participou do clipe Gotten de autoria de Slash com Adam Levine.

## Filmografia

### Filme
| Ano  | Título           | Papel       | Notas |
| ---- | ---------------- | ----------- | ----- |
| 2009 | The Lovely Bones | Clarissa    |       |
| 2010 | Slow Moe         | Emily       |       |
| 2010 | Secretariat      | Kate Tweedy |       |
| 2011 | Super 8          | Jen Kaznyk  |       |
| 2013 | Grace Unplugged  | Gracie Trey |       |

### Curta-metragem
| Ano  | Título | Papel            | Notas |
| ---- | ------ | ---------------- | ----- |
| 2012 | Gotten | Runaway daughter |       |

## Televisão

### Série
| Ano             | Título                         | Papel             | Notas                     |
| --------------- | ------------------------------ | ----------------- | ------------------------- |
| 2002            | Passions                       | Filha de Sheridan | 1 episódio                |
| 2002            | Birds of Prey                  | Dinah             | 2 episódios               |
| 2002 - 2004     | The Guardian                   | Shannon Gressle   | Sessão 2–3 (15 episódios) |
| 2003 - 2004     | Oliver Beene                   | Bonnie            | Sessão 1–2 (8 episódios)  |
| 2004            | General Hospital               | Amy Bronks        | 3 episódios               |
| 2004            | Six Feet Under                 | Ashley            | 2 episódios               |
| 2006            | Haversham Hall                 | Sam Tillar        | Episódio piloto           |
| 2011            | Hellcats                       | Deidre Perkins    | 3 episódios               |
| 2013 - presente | The Goldbergs                  | Lainey Lewis      | Recorrente, Principal     |
| 2014 - 2019     | Steven Universo                | Stevonnie         | Voz                       |
| 2018 - 2020     | She-ra e As Princesas do Poder | Felina            | Voz                       |

### Telefilme
| Ano          | Título                    | Papel           | Notas                |
| ------------ | ------------------------- | --------------- | -------------------- |
| 2005         | Kitty's Dish              | Kitty           |                      |
| 2006         | Cow Belles                | Courtney Callum | Filme Disney Channel |
| 2006         | Haversham Hall            | Sam Tillar      |                      |
| 2007         | Super Sweet 16: The Movie | Sara Connors    | MTV                  |
| 2011         | Sallem Falls              | Gillian Duncan  |                      |
| por anunciar | Untitled Aly & AJ Project | AJ Michalka     |                      |

## Discografia
| Ano  | Álbum                     | Vendas no Mundo           |
| ---- | ------------------------- | ------------------------- |
| 2005 | Into the Rush             | * : 2 000 000 - : 800 000 |
| 2006 | Acoustic Hearts of Winter | * : 600 000 - : 110 000   |
| 2007 | Insomniatic               | * : 1 000 000 - : 300 000 |
| 2014 | Hothouse                  | * Lançamento: 2014        |
| 2017 | Ten Years                 | * Lançamento: 2017        |

## Músicas solo

### Trilha Sonora
| Ano  | Título                  | Álbum           |
| ---- | ----------------------- | --------------- |
| 2010 | "It's Who You Are"      | Secretariat     |
| 2013 | "All I've Ever Needed"  | Grace Unplugged |
| 2013 | "Desert Song"           | Grace Unplugged |
| 2013 | "You Never Let Go"      | Grace Unplugged |
| 2013 | "Misunderstood"         | Grace Unplugged |
| 2017 | " Here Comes a Thought" | Steven Universo |
| 2017 | "Tom Sawyer"            | The Goldbergs   |
| 2017 | "Eternal Flame"         | The Goldbergs   |
| 2017 | "Walking on Sunshine"   | The Goldbergs   |